# Cherokeestammens overhøvdinge
"Overhøvding" eller på engelsk Principal Chief er titlen på lederen af hver af de tre føderalt anerkendte grupper af cherokesere i USA: Cherokee Nation, United Keetoowah Band of Cherokee Indians og Eastern Band of Cherokee Indians. Selve titlen blev oprettet i 1794, da stammen formaliserede deres politiske struktur i Cherokee-nationen, men funktionen eksisterede fra begyndelsen af 1700-tallet. Stammens egen titel på personen, der styrede en landsby var "Uku", der egentlig betyder "den elskede mand" ("Beloved man" på engelsk). Overhøvdingen blev derfor til "First Beloved Man". Englænderne oversatte "Uku" til "høvding", og dermed blev betegnelsen for den fælles leder til overhøvding. 
Indtil begyndelsen af 1800-tallet var cherokeserstammen organiseret i tre distinkte grupper. Denne organisation var ikke politisk, men geografisk og sprogligt bestemt. Lavlands-cherokeserne boede i South Carolina og i det vestlige Georgia. Midt-cherokeserne boede i det vestlige North Carolina og det sydlige Virginia, og "overhill"-cherokeserne boede i Tennessee, det nordvestlige Georgia, og det nordlige Alabama. De tre grupper betragtede sig som et folk, men talte tre forskellige, men indbyrdes forståelige dialekter af stammens sprog. 
I 1807 og 1817 afgav stammen yderligere en del jord i Tennessee til gengæld for land i Arkansas. Den gruppe, der flyttede til dette nye område, er i eftertiden benævnt Cherokee-nationen Vest, mens den gruppe, der blev tilbage i Tennessee og det nordlige Alabama og Georgia, er benævnt Cherokee-nationen Øst. Den sidste gruppe, der primært boede øst for Appalacherne i North Carolina blev kendt som qualla-cherokeserne. 
I 1827 fik Cherokee-nationen Øst en forfatning, som i store træk var bygget på USA's forfatning. Cherokee-nationen Vest fik deres forfatning i 1833 og qualla-cherokeserne vedtog en forfatning i 1868. Indtil disse forfatninger blev vedtaget, blev overhøvdingen udpeget af stammerådet, men efter indførelsen af forfatningerne overgik man til demokratisk valgte overhøvdinge. 
I 1839 blev øst- og vest-grupperne af Cherokee-nationen "slået sammen" til en forenet stamme med fælles overhøvding. I 1906 blev Cherokee-nationen nedlagt igen for at gøre det muligt at gøre Oklahoma-territoriet til stat. Dermed blev embedet nedlagt for en periode, afbrudt af korte perioder, typisk af få dages varighed, hvor USA's præsident udpegede en overhøvding, der skulle underskrive traktater og andre dokumenter på stammens vegne. I 1934 vedtog man Indian Reorganization Act, og i 1941 udpegede præsidenten en permanent overhøvding for Cherokee Nation. I 1971 begyndte Cherokee Nation selv at vælge deres overhøvding og i 1975 fik stammen anerkendt en ny forfatning. United Keetoowah Band of Cherokee Indians blev anerkendt i 1950, men havde haft sin egen overhøvding siden 1939. Qualla-cherokeserne eller Eastern Band of Cherokee Indians, som de kaldes i dag, havde kontinuert haft deres egen overhøvding siden 1824.
En oversigt over stammens overhøvdinge, må derfor nødvendigvis være opdelt efter de forskellige grupperinger.

## Baggrund
Ved begyndelsen af historisk tid bestod cherokeserstammen af omring 60 større og ca. 150 mindre bebyggelser uden fælles ledelse. De enkelte bysamfund havde deres egne høvdinge, og var ikke underlagt nogen overordnet myndighed. Hver landsby blev ledet af et råd og to høvdinge, en krigshøvding, der var ansvarlig for militære forhold og en fredshøvding, der stod for det daglige styre. I fredstid var krigshøvdingen underlagt fredshøvdingen, i krigstid deltog fredshøvdingen som almindelig "officer" under krigshøvdingen. Under større krigshandlinger kunne stammen lade sig lede af en fælles krigshøvding, men dette skete sjældent. 
Kilderne er en del uenige om, hvornår stammen etablerede sig med en fælles overhøvding, men de fleste mener, at det skete i 1730. Nogle har det dog så tidligt som omkring 1715. Det er dog sandsynligt, at de navne, der nævnes fra disse første 15 år, netop har været "fælles krigshøvdinge" snarere end egentlige ledere af stammen. I det hele taget skal man være opmærksom på, at cherokeserne ikke selv har en nedskrevet historie før omkring 1830 (stammens skriftsprog blev først opfundet i 1821, se Sequoyah). Informationerne om de tidligste overhøvdinge er derfor baseret dels på mundtlige overleveringer, dels på "hvide" kilder, hvoraf nogle havde en tilbøjelighed til at mene, at alle de kendte cherokeserhøvdinge, som de traf på, var høvdinge over hele stammen, hvilket altså langt fra altid var tilfældet.
Cherokeserne havde fra midten af 1600-tallet, hvor de først fik kontakt med hvide kolonister, været forholdsvis venligt indstillet overfor især de engelske kolonister, men omkring 1720 forsøgte franske udsendinge, at overtale stammen til at stille sig på Frankrigs side, og lave aftaler om, at stammen kun måtte handle med franske handelsmænd, ikke med engelske. Dette ville England gerne undgå, så de sendte forskellige udsendinge til cherokeserne for at overtale dem til at forblive tro mod England og de engelske kolonister i primært de to Carolinas og Georgia. Én af disse forhandlere var Sir Alexander Cumming, som blev sendt til Tennessee for at forhandle med "overhill"-gruppen. Han foreslog stammen, at den skulle vælge en fælles leder, en kejser, som kunne repræsentere dem overfor England. Stammens medlemmer var ikke særligt entusiastiske omkring dette, men til sidst lykkedes det for Cumming at overtale byhøvdingen Moytoy fra Great Tellico, en af stammens syv vigtige byer, til at påtage sig rollen. Cumings og Moytoy brugte nu en del tid til at rejse rundt og forsøge at overtale de andre landsbyer til at acceptere Moytoy som deres leder. Det lykkes da også at få overtalt en del bebyggelser specielt i og omkring Tennessee-floddalen til at acceptere, at Moytoy skulle være deres fælles repræsentant overfor England, om ikke deres formelle leder. Moytoy regnes derfor normalt som stammen første overhøvding. Enkelte kilder vil have, at Moytoys far, Amatoya Moytoy af Chota, skulle have været overhøvding, men det er der ikke noget, der tyder på. Det skyldes snarere en sammenblanding af de to personer på grund af navneligheden.

## De tidlige overhøvdinge (1730 – 1794)
Fra Moytoy i 1730 frem til 1794 havde stammen ikke nogen fælles "regering", og de forskellige overhøvdinge fra denne periode, var sandsynligvis ikke ledere af hele stammen, men primært "overhill"-gruppens talsmænd overfor først engelske, senere amerikanske myndigheder. Først i 1794, efter afslutningen af de cherokesisk-amerikanske krige fik man noget, der kunne kaldes en fælles regering i Cherokee-nationen. 
Nogle kilder har nogle navne før Moytoy, som nævnt ovenfor Amatoya Moytoy, men også navne som Charitey Hatey, Wrosetasatow og Long Warrior er nævnt i nogle kilder. Disse har dog nok, som omtalt ovenfor, været fælles ledere af mindre grupper af stammen i forbindelse med diverse krige med andre stammer. Også Moytoys regeringstid er der uenighed om i kilderne. Nogle kilder har den til at være fra 1730 til 1741, mens andre har den fra 1730 til Moytoys død i 1760. Sidstnævnte gælder fx Cherokee Nations egen officielle hjemmeside. Den mest sandsynlige rekonstruktion af de tidlige overhøvdinge må dog se ud noget i denne stil:
- Moytoy af Great Tellico (1730 – 1741)
- Amouskositte af Great Tellico (1741 – 1753)[4]
- Kanagatucko (eller Old Hop) af Chota (1753 – 1760)[5]
- Cunne Shote (Standing Turkey) af Chota (1760 – 1761)
- Attacullaculla af Tanasi (1761 – 1775)
- Oconostota af Chota (1775 – 1781)
- Savanukah af Chota (1781 – 1783)[6]
- Corntassel af Chota, også kendt som Old Tassel (1783 – 1788)[7]
- Little Turkey (1788 – 1794)[8]

I denne periode var stammens hovedsæde først Great Tellico, senere Chota, der begge lå i det nuværende Monroe County i det østligste Tennessee ved grænsen til North Carolina.

## Chickamaugagruppens ledere
I 1775 underskrev stammen en traktat, hvor man solgte et stort landområde i Kentucky til Henderson Land Company. Blandt underskriverne var Attacullaculla som stammens overhøvding, men han trak sig tilbage kort efter. Salget blev ikke understøttet af hele stammen, og specielt en række unge mænd under ledelse af Attacullcullas egen søn, Dragging Canoe, var imod det. Denne gruppe forlod stammen og slog sig ned omkring Chickamaugafloden i Tennesee og i de såkaldte Five Lower Towns i det sydligste Tennessee (i nærheden af Chattanooga) og det nordvestligste Georgia. Herfra førte gruppen krig mod de hvide fra 1777 til 1794, de såkaldte chickamaugakrige eller cherokesisk-amerikanske krige. Efterhånden sluttede flere og flere stammemedlemmer sig til denne gruppe, og de blev kendt som en mere eller mindre selvstændig gruppering, chickamaugaerne, men afbrød aldrig helt kontakten med resten af stammen, og i 1809 blev der afholdt et råd, hvor gruppen igen blev forenet med resten af stammen. I de godt 30 år, hvor gruppen optrådte selvstændigt, havde den sine egne overhøvdinge.
- Dragging Canoe (1777 – 1792)
- John Watts (1792 – 1802)
- Doublehead (1802 – 1807)
- Ta-gwa-di-hi (1807 – 1809)

## Cherokee-nationen Øst (1794 – 1839)
Efter afslutningen af chickamaugakrigene i 1794 etablerede cherokeserstammen en egentlig Cherokee-nationen med fælles regering eller stammeråd med hovedsæde i Ustanali, nær den nuværende by Calhoun i Gordon County i det nordvestlige Georgia. Hanging Maw, der var fælles høvding for de såkaldte "øvre byer" i Tennessee-floddalen, og som var anerkendt som sådan både af mange stammemedlemmer og af USA's regering, gjorde krav på titlen, men på trods af dette valgte stammen Little Turkey, der allerede fungerede som høvding. For første gang anerkendte alle cherokesernes byer, både i nedre, mellem- og "overhill"-byerne en fælles overhøvding, og stammen etablerede et fælles stammeråd, som blev den første fælles stammeregering.
I Cherokee-nationen Øst ser listen over overhøvdinge således ud:
- Little Turkey (1794 – 1801)
- Black Fox (1801 – 1811)
- Pathkiller (1811 – 1827)[9]
- Charles R. Hicks (1827)[10]
- William Hicks (1827 – 1828)[11]
- John Ross (1828 – 1839)

## Cherokee-nationen Vest (1810 – 1839)
Allerede i 1810 forlod nogle af cherokeserne i Tennessee deres oprindelige bopladser og slog sig ned i det nuværende Arkansas, dengang Spansk Louisiana, ved bredden af floderne St. Francis River og White River, og flere fulgte i årene efter, ikke mindst efter underskrivelsen af endnu en traktat i 1817. I 1828 blev Washington-traktaten underskrevet, og cherokeserne i Arkansas flyttede til det, der senere blev til indianerterritoriet i Oklahoma. Her oprettede de deres egen hovedstad, Tahlonitiskee. Efter Trail of Tears, da hovedparten af de østlige cherokesere også kom til indianerterritoriet, opstod der konflikt mellem de to grupper, og overhøvdingen, John Looney, der var for en tilnærmelse mellem grupperne blev afsat. I stedet udpegede gruppens stammeråd John Brown, som var modstander af en tilnærmelse. 
Forflytningen var til dels forårsaget af New Echota-aftalen, hvor nogle få cherokesere på hele stammens vegne afgav alt deres gamle land til fordel for nyt land i Indianerterritoriet. I 1839, da resten af stammen var kommet til området, lod tilhængerne af John Ross tre ledere, at det såkaldte Traktatparti, Major Ridge, John Ridge og Elias Boudinot som havde været med til at underskrive traktaten, henrette uden dom. Det fik stammerådet i Cherokee-nationen Vest til at ændre holdning, og for at sikre at denne gruppering kunne bevare sin uafhængighed af resten af stemmen, afsatte man Brown og indsatte igen den John Ross-venlige John Looney. Dette betyder, at der var mange overhøvdinge i 1838 og 1839. Imidlertid lykkedes det ikke at bevare uafhængigheden af de nyankomne, og allerede i 1840 smeltede de to grene af stammen officielt sammen, selv om der længe var uoverensstemmelser mellem de to fraktioner.
- John Bowles (The Bowl) (1810 – 1813)
- De-ga-do-ga eller Ta-Ka-To-Ka (1813 – 1817)
- Tah-lon-Tee-Skee (1817 – 1819)
- John Jolly (1819 – 1838)
- John Looney (1838 – 1839)
- John Brown (cherokeserhøvding) (1839)
- John Looney (1839)
- John Rodgers (1839 -1840)

## Cherokee-nationen i indianerterritoriet (1839 – 1907)
Efter at hovedparten af stammen var kommet til indianerterritoriet i 1838 og 1839, vedtog man en ny forfatningen for stammen, som forenede de to fraktioner Cherokee-nationen Øst og Cherokee-nationen Vest til én samlet stamme. Der blev indført direkte valg af en fælles overhøvding for stammen og man nedlagde Tahlontiskee som havde været hovedstad for Cherokee-nationen Vest og byggede i stedet en ny hovedstad, Talequah, som stadig er hovedstad for de to grupperinger, der har hjemsted i Oklahoma. 
Under den amerikanske borgerkrig opstod der igen splittelse i stammen, da en del af denne valgte at følge nordstaterne, men hovedparten af stammen stod på sydstaternes side. Overhøvdingen, John Ross tog sydens parti og gik ind i hæren, men blev taget som krigsfange og tilbragte resten af krigen i Philadelphia. Forskellige høvdinge prøvede efter bedste evne at varetage overhøvdingeembedet for de to nye fraktioner, men formelt var John Ross overhøvding til sin død i 1866, selv om han ikke kom til at fungere i praksis igen. Han deltog dog i forhandlingerne om Washington Traktaten i 1866, men døde inden traktaten blev underskrevet.
I 1906 blev alle stammeregeringer opløst, og dermed blev overhøvdingeembedet nedlagt. 
- John Ross (1839 – 1866)[15][16]
- William P. Ross (1866 – 1867)
- Lewis Downing (1867 – 1872)
- William P. Ross (1872 – 1875)
- Charles Thompson (1875 – 1879)
- Dennis Bushyhead (1879 – 1887)
- Joel B. Mayes (1887 – 1891)
- C. J. Harris (1891 – 1895)
- Samuel Houston Mayes (1895 – 1899)
- Thomas Buffington (1899 – 1903)
- William C. Rogers (1903 – 1905)[17]
- Frank J. Boundinot (1905 – 1906)
- William C. Rogers (1906)[18]

## "Høvdinge for en dag" (1906 – 1971)
I 1906 blev stammeregeringerne i de forskellige stammer i indianerterritoriet nedlagt, som en del af forberedelserne til at gøre Oklahoma-territoriet til stat. 
I perioden mellem 1906 og 1971 havde stammen ingen officielle overhøvdinge, men af og til havde USA's regering brug for en repræsentant, som kunne underskrive traktater og andre papirer. Når der var behov for det, udpegede man en midlertidig overhøvding. Stammen selv havde ingen indflydelse på disse udpegninger. De fleste af disse "overhøvdinge" havde kun posten en enkelt dag og har givet anledning til udtrykket "Høvdinge for en dag". I 1943 valgte regeringen dog at gøre udpegningen "permanent", for at skabe en større kontinuitet.
- William C. Rogers (1906 – 1914 )
- Andrew Bell Cunningham (8. til 25. november 1919)
- Edward M. Fry (23. juni 1923)
- Richard B. Choate (1 dag i 1925)
- Charles J. Hunt ( 27. december 1928)
- Oliver P. Brewer (26. marts 1931)
- William W. Hastings (22. januar 1936)
- Jesse B. Milam (14. april 1942 og fra 18. maj 1943 til 8. maj 1949)
- William W. Keeler (Juli 1949 til august 1971)[20]

## Cherokee Nation (1971– )
I 1949 havde præsident Harry Truman udpeget William W. Keeler som permanent "overhøvding" for Cherokee Nation of Oklahoma. I 1971 fik stammen igen ret til at vælge deres overhøvding, og her blev Keeler så valgt som stammens første overhøvding. Den 26. juni 1975 kunne stammen ratificere en ny forfatning, og i 1977 blev den anerkendt af USA's regering. Forfatningen blev revideret og på ny ratificeret i 2003. Her "forsvandt" betegnelsen "of Oklahoma", og navnet er nu kun Cherokee Nation.
- William W. Keeler (1971 – 1975)
- Ross Swimmer (1975 – 1985)
- Wilma Mankiller (1985 – 1995)[22]
- Joe Byrd (1995 – 1999)
- Chad "Corntassel" Smith (1999 – 2011)
- Bill John Baker (2011 -)

## United Keehtowah Band of Cherokee Indians (1939– )
I 1934 vedtog USA's kongres den såkaldte Indian Reorganization Act, der genetablerede de fleste stammerettigheder. Fire af de fem civiliserede stammer (chocktaw, chickasaw, creek og seminole) fik deres rettigheder tilbage, men Bureau of Indian Affairs mente at Cherokee Nation helt var ophørt med at eksistere og at den eneste rest af denne stamme var overhøvdingeembedet, som blev udpeget af USA's præsident for at underskrive papirer omkring salg af tidligere stammeland. 
I midten af 1800-tallet blev der etableret en uofficiel organisation, "The Keetowah Society" i indianerterritoriet. Denne bestod af fuldblods traditionalistiske cherokesere, som ønskede at bevare den traditionelle stammereligion og de traditionelle stammeritualer. I begyndelsen af 1900-tallet udviklede dette sig til The Keetowah Nighthawk Society, som stadig eksisterer. 
Med udgangspunkt i denne organisation kæmpede en gruppe for at få stammerettighederne tilbage, og deres hensigt var at få etableret en ny Cherokee Nation, og de blev understøttet i dette af én af Bureau of Indian Affairs agenter, D'Arcy McNickle, som selv var delvis cree-indianer fra Montana. I 1939 begyndte denne gruppe at vælge deres egne overhøvdinge, og i 1950 blev gruppen anerkendt af den føderale regering i forbindelse med vedtagelsen af "Oklahoma Indian Welfare Act".
I de kommende år var det gennem denne gruppe, at den føderale regering havde kontakt med stammen, og al regeringsstøtte til stammen blev givet gennem United Keetoowah Band of Cherokee Indians. Efter at Cherokee Nation fik anerkendt sin egen forfatning i 1977, opstod der splid mellem de to grupper, og Cherokee Nation har arbejdet for at United Keetoowah Band skulle have frataget deres føderale anerkendelse, men indtil nu har begge grupper bevaret den, og United Keetoowah Band vælger stadig selv sine overhøvdinge.
- John Hitcher (1939 – 1946)[23]
- Jim Pickup (1946 – 1954)
- Jeff Tindle (1954 – 1960)
- Jim Pickup (1960 – 1967)
- William Glory (1967 – 1979)
- James L. Gordon (1979 – 1983)
- John Hair (1983 – 1991)
- John Ross (1991 – 1995)
- Jim Henson (Cherokee høvdingJim Henson) (1996 – 2000)
- Dallas Proctor (2000 – 2004)
- George Wickliffe (2005 – )

## Eastern Band of Cherokee Indians (1824 – nutiden)
I 1824 blev Yonaguska (Drowning Bear) valgt som høvding for qualla-cherokeserne. Oprindeligt var han kun leder af en enkelt by, nemlig Indiantown, senere kaldet Quallatown, men efter at resten af stammen var flyttet øst på, var der kun qualla-cherokeserne tilbage i de østlige stater, og dermed blev Yonaguska de facto overhøvding for den del af stammen, der blev tilbage i øststaterne, og som senere blev til Eastern Band of Cherokee Indians. Formelt havde hverken Yonaguska eller hans nærmeste efterfølgere titlen Overhøvding. 
En af de vigtigste personer i kampen for at denne lille gruppe kunne få lov til at forblive i deres oprindelige område i North Carolina, var Yonaguskas hvide adoptivsøn, William Holland Thomas, som var stammens advokat i forhandlingerne med myndighederne i Washington D.C. Lige inden Yonaguska døde i 1839, opfordrede han sine stammefæller til at vælge Thomas som overhøvding, hvilket de gjorde. Dermed blev Thomas den første og hidtil eneste 100 % hvide, der har været overhøvding i stammen. 
Denne østlige gren af stammen blev anerkendt af North Carolinas regering i 1865, og i 1868 blev der nedsat en stammeregering, som officielt tiltrådte i 1870. Fra dette tidspunkt fik gruppens høvdinge officielt titlen Overhøvding (Principal Chief). Eastern Band of Cherokee Indians er den af de nuværende grupper, der i den længste sammenhængende periode har valgt en overhøvding.
- Yonaguska (1824 – 1839)
- William Holland Thomas (1838 – 1869) [24]
- Salonitah (Flying Squirrel) (1870- 1875)
- Lloyd R. Welch (1875 – 1880)
- Nimrod Jarret Smith (1880 – 1891)
- Stillwell Saunooke (1891 – 1895)
- Andy Standing Deer (1895 – 1899)
- Jesse Reed (1899 – 1903)
- Bird Saloloneeta (Young Squirrel) (1903 – 1907)
- John Goins Welch (1907 – 1911)
- Joseph A. Saunooke (1911 – 1915)
- David Blythe (1915 – 1919)
- Joseph A. Saunooke (1919 – 1923)
- Sampson Owl (1923 – 1927)
- John A. Tahquette(1927 – 1931)
- Jarret Blythe (1931 – 1947)
- Henry Bradley (1947 – 1951)
- Osley Bird Saunooke (1951 – 1955)
- Jarret Blythe (1955 – 1959)
- Osley Bird Saunooke (1959 – 1963)
- Jarret Blythe (1963 – 1967)
- Walther Jackson (1967 – 1971)
- Noah Powell (1971 – 1973)
- John A. Crowe (1973 – 1983)
- Robert S. Youngdeer (1983 – 1987)
- Jonathan L. Taylor (1897 – 1995)
- Gerard Parker (1995)
- Joyce Dugan (1995 – 1999)[25]
- Leon Jones (1999 – 2003)
- Michell Hicks (2003 – 2015)
- Patrick Lambert (2015 - 2017)[26]
- Richard Sneed (2017 - 2023)
- Michell Hicks (2023 - )

## Eksterne links
- Famous Cherokees, korte biografier over både høvdinge og andre kendte cherokesere
- Biografier over Cherokeserhøvdinge
- Cherokee Nation – Officiel hjemmeside